# Формула-1 — Гран-прі Абу-Дабі 2016
Гран-прі Абу-Дабі 2016 (офіційно 2016 Formula 1 Etihad Airways Abu Dhabi Grand Prix) — автоперегони чемпіонату світу Формули-1, які пройшли 27 листопада 2016 року на трасі Яс-Марина в Абу-Дабі, ОАЕ.

## Кваліфікація[3]
У першому сегменті кваліфікації не було рівних Льюісу Хемілтону, який проїхав найшвидше коло за 1:39.487. Інші ж конкуренти програли досить багато - дует Ferrari був позаду на вісім десятих, потім був Макс Ферстаппен, а Ніко Росберг поступився товаришу по команді більше секунди.
Найцікавішою була боротьба за вихід у Q2. За місця у Топ-16 боролися представники чотирьох команд: Renault, Manor, Toro Rosso та Sauber. Найкращим з цієї групи став Джоліон Палмер, який вкотре виграв дуель у Кевіна Магнуссена - данець був лише 18-м.
Пощастило й Паскалю Верляйну, який опинився на 16-й позицій та пройшов далі. Боротьбу у кваліфікації, крім Магнуссена, завершили Данило Квят, Феліпе Наср, Естебан Окон, Карлос Сайнс та Маркус Ерікссон - швед з великим програшем (вісім десятих від Верляйна) опинився останнім.

### "Супер"-тактика Red Bull
У другому сегменті Хемілтон поїхав ще швидше і з першої ж спроби оновив свій час - 1:39.382. Цього разу Росберг був набагато ближчим до нього: він вигравав на перших двох секторах, проте припустився помилки на третьому та у підсумку програв одну десяту секунди.
До цієї пари найближчим був Райкконен, а ось між ним та Феттелем помістився Ферстаппен, який був на Supersoft. Такий самий вибір зробив і його товариш по команді Ріккардо - австралієць хоч і був шостим, проте забезпечив собі вихід у фінальну частину.
Завдяки цьому у пілотів Red Bull буде відмінна тактика на старті гонки - всі інші гонщики з Топ-10 стартуватимуть на Ultrasoft. Хоча Ферстаппен та Ріккардо все ж потім виїхали на Ultrasoft: Макс навіть встановив найшвидший другий сектор, але час на цілому колі обидва пілоти навмисно не покращували.
Пілотам команди Force India вистачило однієї спроби, щоб пройти до Q3, а ось життя Williams ускладнив Фернандо Алонсо. Іспанцю вдалося випередити Валттері Боттаса, а ось Феліпе Масса пройшов до Q3 з дев'ятого місця.
Позаду Боттаса у Q2 були Дженсон Баттон, Естебан Гутьєррес, Ромен Грожан, Джоліон Палмер та Паскаль Верляйн.

### Хемілтон не дає шансів Росбергу
Хемілтон розпочав боротьбу за поул з блискучого кола, яке він проїхав за 1:39.013. Росберг цього разу був швидше за нього лише на першому секторі, але потім поступився і програв йому більше трьох десятих секунди. Не змінилася ситуація і у другій спробі. Британець цього разу проїхав коло за 1:38.755, а німець знову поступився йому три десяті.
У боротьбі за третє місце першу спробу виграв Райкконен, проте Ріккардо програв йому лише дві соті секунди, тому сподівався відігратися на вирішальному колі. Так і сталося - обидва покращили свій час, але цього разу на півтори соті секунди був швидше австралієць! Позаду них стартуватимуть Себастьян Феттель та Макс Ферстаппен.
З четвертого ряду стартуватимуть пілоти Force India - Хюлькенберг був краще за Переса на дві соті секунди. Фернандо Алонсо знову створив маленьке диво та випередив Феліпе Массу у боротьбі за дев'яте місце.
| Поз.               | №  | Пілот                   | Конструктор               | Q1       | Q2       | Q3       | Старт |
| ------------------ | -- | ----------------------- | ------------------------- | -------- | -------- | -------- | ----- |
| 1                  | 44 | Льюїс Гамільтон         | Mercedes                  | 1:39.487 | 1:39.382 | 1:38.755 | 1     |
| 2                  | 6  | Ніко Росберг            | Mercedes                  | 1:40.511 | 1:39.490 | 1:39.058 | 2     |
| 3                  | 3  | Данієль Ріккардо        | Red Bull Racing-TAG Heuer | 1:41.002 | 1:40.429 | 1:39.589 | 3     |
| 4                  | 7  | Кімі Ряйкконен          | Ferrari                   | 1:40.338 | 1:39.629 | 1:39.604 | 4     |
| 5                  | 5  | Себастьян Феттель       | Ferrari                   | 1:40.341 | 1:40.034 | 1:39.661 | 5     |
| 6                  | 33 | Макс Ферстаппен         | Red Bull Racing-TAG Heuer | 1:40.424 | 1:39.903 | 1:39.818 | 6     |
| 7                  | 27 | Ніко Гюлькенберг        | Force India-Mercedes      | 1:41.000 | 1:40.709 | 1:40.501 | 7     |
| 8                  | 11 | Серхіо Перес            | Force India-Mercedes      | 1:40.864 | 1:40.743 | 1:40.519 | 8     |
| 9                  | 14 | Фернандо Алонсо         | McLaren-Honda             | 1:41.616 | 1:41.044 | 1:41.106 | 9     |
| 10                 | 19 | Феліпе Масса            | Williams-Mercedes         | 1:41.157 | 1:40.858 | 1:41.213 | 10    |
| 11                 | 77 | Вальттері Боттас        | Williams-Mercedes         | 1:41.192 | 1:41.084 |          | 11    |
| 12                 | 22 | Дженсон Баттон          | McLaren-Honda             | 1:41.158 | 1:41.272 |          | 12    |
| 13                 | 21 | Естебан Гутьєррес       | Haas-Ferrari              | 1:41.639 | 1:41.480 |          | 13    |
| 14                 | 8  | Ромен Грожан            | Haas-Ferrari              | 1:41.467 | 1:41.564 |          | 14    |
| 15                 | 30 | Джоліон Палмер          | Renault                   | 1:41.775 | 1:41.820 |          | 15    |
| 16                 | 94 | Паскаль Верляйн         | MRT-Mercedes              | 1:41.886 | 1:41.995 |          | 16    |
| 17                 | 26 | Даніїл Квят             | Toro Rosso-Ferrari        | 1:42.003 |          |          | 17    |
| 18                 | 20 | Кевін Магнуссен         | Renault                   | 1:42.142 |          |          | 18    |
| 19                 | 12 | Феліпе Наср             | Sauber-Ferrari            | 1:42.247 |          |          | 19    |
| 20                 | 31 | Естебан Окон            | MRT-Mercedes              | 1:42.286 |          |          | 20    |
| 21                 | 55 | Карлос Сайнс (молодший) | Toro Rosso-Ferrari        | 1:42.393 |          |          | 21    |
| 22                 | 9  | Маркус Ерікссон         | Sauber-Ferrari            | 1:42.637 |          |          | 22    |
| Час 107%: 1:46.451 |    |                         |                           |          |          |          |       |
| Джерела:           |    |                         |                           |          |          |          |       |

## Перегони[5]
Старт
На старті гонки Льюіс Хемілтон та Ніко Росберг вдало рушили з місця та зберегли за собою першу та другу позицію відповідно, а ось позаду них відбулися зміни. Кімі Райкконен пройшов Даніеля Ріккардо, Себастьян Феттель залишився п'ятим, а за ним Ніко Хюлькенберг та Макс Ферстаппен не поділили трасу між першим та другим поворотом - нідерландця розвернуло, через що він відкотився на останню позицію.
На першому колі Хюлькенберг та Перес у боротьбі за шосту позицію двічі обмінялися позиціям - у підсумку німець залишився попереду свого товариша по команді.
Після першого кола Хемілтон впевнено тримався на першому місці, але відриватися від товариша по команді він не поспішав. Це могло принести користь на першій хвилі піт-стопів, яку відкрив британець по завершенню сьомого кола.

### Фактор Макса
Хемілтон перевзувся з Ultrasoft на Soft, але одразу виїхати на піт-лейн йому завадив Райкконен - механіки британця вимушені були затримати свого пілота, щоб уникнути зіткнення. Така сама ситуація виникла колом пізніше між Росбергом та Феттелем, тому Ніко не зумів скористатися затримкою Льюіса.
Даніель Ріккардо стартував на Supersoft, тому зміг протриматися на трасі на три кола більше, ніж Хемілтон. П'ятірка лідерів на другий відрізок обрала Soft, але у цю боротьбу втрутився Ферстаппен, який після розвороту на старті змінив тактику та провів дуже довгий перший відрізок на Supersoft.
Нідерландець йшов другим, потихеньку відставав від Хемілтона, проте стримував Росберга. Ніко не зумів швидко подолати супротив пілота Red Bull, хоча й був на свіжішій гумі. Але пройти Ферстаппена йому було вкрай потрібно - він наважився на атаку на 20-му колі і нарешті повернувся на другу позицію. Позаду ж них Ріккардо намагався пройти Райкконена, проте його спроба виявилася невдалою.

### Ризик Феттеля
На 22-му колі Ферстаппен, який йшов третім, заїхав у бокси та поставив собі Soft. Лідери вимушені були реагувати на це, бо стало очевидно, що нідерландець не збирався більше зупинятися. Команда Red Bull через три кола покликала на піт-стоп і Ріккардо, завдяки чому той зумів переграти Райкконена.
Кімі заїхав у бокси колом пізніше за австралійця і програв трохи часу - повернувся він на трасу позаду Даніеля, який у свою чергу був позаду Ферстаппена. За три-чотири кола після цього свої зупинки зробили Хемілтон з Росбергом. Пілоти Mercedes продовжили гонку другим та третім відповідно, оскільки Феттель вирішив ризикнути та не їхав на другий піт-стоп.
Феттель проїхав аж до 38 кола і вимушений був поїхати на піт-стоп через зношену гуму. До цього моменту він втратив багато часу, проте поставив собі Supersoft і отримав шанс відігратися далі. Німець програвав Хемілтону 17 секунд і був шостим.

### Прорив Феттеля
Після піт-стопу Феттеля обидва гонщика Mercedes вийшли на перші позиції. Причому, Росберг відставав від Хемілтона трохи більше однієї секунди, тому намагався тримати товариша під напругою - або ж британець навмисно стримував його.
У свою чергу Себастьян спіймав дуже високий темп та відігравав по 1.5-2 секунди у Хемілтона. Не кажучи вже про інших пілотів: він швидко наздогнав та пройшов Райкконена, а на 46-му колі гонки був на хвості у Ріккардо. Крім того, у цей момент він програвав лідеру Хемілтону лише шість секунд.
Феттель відносно легко пройшов Ріккардо, але застряг за Ферстаппеном. За шість між чотирма лідерами взагалі були дуже маленькі відриви: Хемілтон, у секунді позаду Росберг, ще секунду програвав Ферстаппен і за ним був Феттель.
Німецький пілот не зупинявся і за п'ять кіл до фінішу пройшов Ферстаппена і взявся за дует Mercedes. Хемілтона по радіо попросили підняти темп, але трійка все ще йшла дуже щільно. За два кола до фінішу Феттель спробував пройти Росберга, але той захистився.
Пілоти Force India спокійно фінішували на сьомому та восьмому місці - Хюлькенберг випередив Переса на декілька секунд. Позаду них фінішували Масса та Алонсо, які всю гонку змагалися за дев'яте місце.
| Поз.     | №  | Пілот                   | Конструктор               | Кола | Час/Відставання | Старт | Очки |
| -------- | -- | ----------------------- | ------------------------- | ---- | --------------- | ----- | ---- |
| 1        | 44 | Льюїс Гамільтон         | Mercedes                  | 55   | 1:38:04.013     | 1     | 25   |
| 2        | 6  | Ніко Росберг            | Mercedes                  | 55   | +0.439          | 2     | 18   |
| 3        | 5  | Себастьян Феттель       | Ferrari                   | 55   | +0.843          | 5     | 15   |
| 4        | 33 | Макс Ферстаппен         | Red Bull Racing-TAG Heuer | 55   | +1.685          | 6     | 12   |
| 5        | 3  | Данієль Ріккардо        | Red Bull Racing-TAG Heuer | 55   | +5.315          | 3     | 10   |
| 6        | 7  | Кімі Ряйкконен          | Ferrari                   | 55   | +18.816         | 4     | 8    |
| 7        | 27 | Ніко Гюлькенберг        | Force India-Mercedes      | 55   | +50.114         | 7     | 6    |
| 8        | 11 | Серхіо Перес            | Force India-Mercedes      | 55   | +58.776         | 8     | 4    |
| 9        | 19 | Феліпе Масса            | Williams-Mercedes         | 55   | +59.436         | 10    | 2    |
| 10       | 14 | Фернандо Алонсо         | McLaren-Honda             | 55   | +59.896         | 9     | 1    |
| 11       | 8  | Ромен Грожан            | Haas-Ferrari              | 55   | +1:16.777       | 14    |      |
| 12       | 21 | Естебан Гутьєррес       | Haas-Ferrari              | 55   | +1:35.113       | 13    |      |
| 13       | 31 | Естебан Окон            | MRT-Mercedes              | 54   | +1 Коло         | 20    |      |
| 14       | 94 | Паскаль Верляйн         | MRT-Mercedes              | 54   | +1 Коло         | 16    |      |
| 15       | 9  | Маркус Ерікссон         | Sauber-Ferrari            | 54   | +1 Коло         | 22    |      |
| 16       | 12 | Феліпе Наср             | Sauber-Ferrari            | 54   | +1 Коло         | 19    |      |
| 17       | 30 | Джоліон Палмер          | Renault                   | 54   | +1 Коло1        | 15    |      |
| Ret      | 55 | Карлос Сайнс (молодший) | Toro Rosso-Ferrari        | 41   | Аварія          | 21    |      |
| Ret      | 26 | Даніїл Квят             | Toro Rosso-Ferrari        | 14   | Коробка передач | 17    |      |
| Ret      | 22 | Дженсон Баттон          | McLaren-Honda             | 12   | Підвіска        | 12    |      |
| Ret      | 77 | Вальттері Боттас        | Williams-Mercedes         | 6    | Підвіска        | 11    |      |
| Ret      | 20 | Кевін Магнуссен         | Renault                   | 5    | Підвіска        | 18    |      |
| Джерела: |    |                         |                           |      |                 |       |      |

## Положення в чемпіонаті після Гран-прі
|  | Поз. | Пілот             | Очки |
|  | ---- | ----------------- | ---- |
|  | 1    | Ніко Росберг      | 385  |
|  | 2    | Льюїс Гамільтон   | 380  |
|  | 3    | Данієль Ріккардо  | 256  |
|  | 4    | Себастьян Феттель | 212  |
|  | 5    | Макс Ферстаппен   | 204  |

|  | Поз. | Конструктор               | Очки |
|  | ---- | ------------------------- | ---- |
|  | 1    | Mercedes                  | 765  |
|  | 2    | Red Bull Racing-TAG Heuer | 468  |
|  | 3    | Ferrari                   | 398  |
|  | 4    | Force India-Mercedes      | 173  |
|  | 5    | Williams-Mercedes         | 138  |

Повний Особистий залік та Кубок конструкторів сезону 2016 року
- Примітка: Тільки 5 позицій включені в обидві таблиці.